# Unión Deportiva Alzira
La Unión Deportiva Alzira es un club de fútbol español de la ciudad de Alcira (Valencia) que milita en el grupo 3 de la Segunda División RFEF.
Como tal, UD Alzira fue fundado el verano de 1946, si bien es heredero del Alcira Football Club, fundado en 1922 y la Agrupación Deportiva Alcira, fundado en 1931, que ya vestía equipación azulgrana. Disputa sus encuentros como local en el estadio Luis Suñer Picó desde el 1 de noviembre de 1973, con capacidad para 5000 espectadores si bien entrena principalmente y juega algunos partidos por la resiembra del anterior en el camp d'esports Venècia. Ocupa el puesto 227º en la clasificación histórica de 3ª división si bien esta categoría ha sido unas veces la tercera de España y actualmente es la cuarta. Jugó una temporada en Segunda División, 26 temporadas en la tercera categoría española (9 en la actual Segunda División B y 17 en la antigua Tercera División de España.
Ha conseguido 11 títulos de Liga: 1 de Segunda B (87-88), 3 de Tercera División (83-84, 85-86 y 2007-08), 4 de Regional Preferente (72-73, 76-77, 82-83 y 96-97), 2 de Primera Regional (51-52 y 68-69), 1 de Segunda Regional    (48-49) y 3 de Copa (1 Campeonato de España de Aficionados en 1971 y dos Copas Federación en 2001 y 2013) en su fase autonómica.
Actualmente cuenta con una peña, Gent Blaugrana que tiene 40 peñistas. A lo largo de su historia ha tenido las peñas 51, El Loco, 10 amigos, 20 amigos, El Ruido, Cocodrilo, Venecia, Front Blaugrana y Sapo Gol.

## Uniforme
- Primer uniforme: Camiseta azulgrana, pantalón azul y medias azulgranas.
- Segundo uniforme: Camiseta blanca, pantalón y medias rojas, azules o negras.
- Tercer uniforme: Camiseta amarilla, pantalón y medias rojas.

## Historia

### Nombres
- Alcira Football Club — (1922–26)
- Agrupación Deportiva Alzira — (1931–42)
- Unión Deportiva Alzira — (1946–)

### Años 20:Alcira Foot-Ball Club
Desde muy temprana época se conocen datos sobre la práctica del fútbol en esta ciudad ribereña. El Alcira Football Club nació el 2 de noviembre de 1922 y su primer presidente fue Luis Navarro. Empezó a jugar en los primeros años de la década de los veinte contra equipos de poblaciones próximas, especialmente Alberique, donde estaba el FC Alberique o Algemesí, cuyo club era el Olimpia. También recibía visitas de equipos de la ciudad de Valencia o incluso de poblaciones más alejadas, como la del Diana, de Denia (Alicante), al que batió por 10-0. No conocemos el nombre del campo pero sabemos que costó 20.000 ptas. y ocupaba 13 hanegadas, un cuartón y 29 brazas. Para su inauguración, el 15 de junio disputaron un encuentro el Valencia FC y el Castellón.
En la temporada 1925/26 ya militaba en el grupo B de la Regional Valenciana, categoría semejante a una Segunda División. Ese año disputó partidos oficiales contra el Játiva, Juvenal de Carcaixent y el Deportivo Ruzafa de Valencia, aunque no pasó a la fase final, pues fue superado por el Juvenal de Carcaixent. Los problemas económicos supusieron su desaparición. El maestro nacional Fernando Pérez Puig creó un campeonato escolar para mantener la práctica del fútbol en la ciudad y también se disputó una liga entre equipos de la comarca.

### Años 30:Agrupación Deportiva Alzira: Los Tigres de la Ribera
En 1931 se funda la Agrupación Deportiva Alcira, que sería conocida como la AD Alcira. El equipo jugó en el campo de Venecia que se apodó "Fernandino" como homenaje al impulsor del deporte en la ciudad. El equipo vistió de azulgrana desde entonces y jugó partidos amistosos hasta que el 29 de diciembre de 1932 fue inscrito en Federación. Por la gran cantidad de partidos que ganaba, fueron conocidos como "Los Tigres de la Ribera". Desde entonces hasta la Guerra Civil se mantuvo en estas categorías regionales.
En 1939, tras la Guerra, se organiza una Liga Superregional para determinar qué equipos jugarían en 1ª y 2ª división y categorías regionales. El AD Alcira quedó 3º tras el Valencia CF y el Udelage. Se le ofreció el ascenso a 2.ª división pero por circunstancias administrativas jugó en categoría regional.

### Años 40: Nace la UD Alzira
La postguerra es una época difícil para los clubes modestos, que apenas reúnen un conjunto para jugar cada domingo. En la temporada 42-43 desapareció. Hasta la temporada 1946/47 no se fundó formalmente la UD Alcira, como club que participa regularmente en las competiciones organizadas por la Federación Valenciana de Fútbol. Su evolución es meteórica. En la temporada de su fundación se proclama campeón de Tercera Regional (actual 1.ª regional, ya que no existía la 2.ª B y la Preferente) y asciende a 2.ª. Dos temporadas después (48-49) alcanza el ascenso a Primera Regional.

### Años 50-60
Tras dos temporadas en la primera categoría de la región valenciana, en la temporada 51/52 asciende a categoría nacional, la Tercera División.
Durante catorce años mantiene su puesto en la Tercera división española, con resultados muchas veces brillantes. Hay que tener en cuenta que esa 3.ª división equivalía a la actual 2.ª B, la cual nació en la campaña 1977/78.
En la temporada 1963/64 quedó subcampeón y disputó las eliminatorias de ascenso. En aquella ocasión fue el CF Extremadura de Almendralejo (Badajoz) quien le cerró el paso a disputar la promoción a 2.ª división.
Siguieron unas temporadas a caballo entre Tercera división española y Primera Regional (actual preferente), con ascenso y descensos prácticamente consecutivos hasta la reducción de la Tercera a 4 grupos de veinte equipos que le llevó a Regional Preferente.

### Años 70
En esta nueva categoría, la UD Alzira fue uno de los equipos más brillantes, llegando a disputar la promoción de ascenso ante el Olímpic de Xàtiva en 1972, pero tuvo la suerte de espaldas. No fue así en la temporada 1972/73, pues el equipo alcireño se proclamó campeón regional y logró el ascenso. Previamente, en 1971 ganó la fase regional del Campeonato de España de Aficionados al imponerse 1-0 al Benicarló. El año siguiente la perdería contra el Valencia CF por 2-1.
Sólo estuvo una temporada en la Tercera división española, pues el CD Constància de Inca (Islas Baleares) lo derrotó en la promoción y condenó a los azulgranas a la Regional Preferente. Fue una derrota que sirvió para asentar las bases de una nueva época.
En efecto, después de tres años en Regional Preferente, en la temporada 1976/77 la UD Alcira se proclama campeón del Grupo Norte de la Regional Preferente y sube a 3.ª. Curiosamente, el Avidesa Atlético –otro club de Alzira creado en 1971 por el empresario local Luis Suñer– se proclamó campeón del otro grupo, el Sur. Ambos equipos se enfrentan en un partido para decidir cual es el equipo campeón de la categoría de manera oficiosa. El Alzira ganó 2-1 en un partido en el que hubo tensión entre los aficionados de ambos equipos. Luis Suñer decidió que el Avidesa At. desapareciese para que la UD Alzira tuviese todo el protagonismo futbolístico en la ciudad y entre sus ciudadanos. El club azulgrana pasa a ser presidido por el que era presidente del Avidesa y adopta su sede social, la finca de don Luis, en la avenida Sants Patrons.

### Años 80
En Tercera División compiten durante cinco años, ciclo que se cierra con un descenso dramático tras años de sufrimiento y con un partido tenso contra la UD Alginet. Para afrontar la temporada en Regional Preferente, la de 1982/83 se contó con un joven entrenador, Quique Hernández, que con 23 años había dirigido al Quart y perdido la categoría como colista. Se confió en su valía como entrenador para una joven plantilla. Con el paso de las semanas, José Palacios -mano derecha de Luis Suñer- presidió el equipo, se empezó a fichar excelentes futbolistas y se siguió manteniendo a Hernández. El equipo arrasó y de nuevo en Tercera se vivieron tres temporadas inolvidables. La UD Alzira dominó dos años el campeonato de cabo a rabo y otro fue subcampeón. Solo el infortunio en las eliminatorias de ascenso le fue cerrando el paso a la Segunda División B. Primero fue el CD Pegaso de Madrid; un año más tarde, la UP Plasencia (Cáceres), hasta que finalmente, después de eliminar al Bigastro CF y al CFJ Mollerussa, consiguió el preciado ascenso en la temporada 1985/86 con Benito Floro en el banquillo. Años antes, el técnico de Silla fue futbolista alzirista.
El debut en la Segunda división B española fue magnífico al clasificarse en décima posición, teniendo en cuenta que se trataba de un único grupo nacional. Dos años más tarde, en la temporada 87/88 consigue el ascenso histórico a la 2.ª división A.
Solo se mantuvo una temporada porque el esfuerzo de la directiva alcireña no se vio compensado por la propia afición. Esto llevó a un desajuste económico que fue trazando una línea de decadencia.

### Años 90
Aguantó tres años en la Segunda división B española y dos en Tercera con una actuación mediocre en este último caso. Trece años después, el club volvía a militar en al Regional Preferente valenciana. 1994 fue un año muy crítico ya que se llegó a plantear la disolución del club. No había dinero y las deudas se acumulaban. Es por ello que ningún futbolista quería fichar por nuestro equipo e incluso la Federación se negaba a hacer las fichas de los jugadores.
Después de una temporada de transición (94/95) que pasó sin pena ni gloria, se pasó a tres años de victorias. De 118 partidos, los blaugrana ganaron 68 y sólo perdieron 18. Sin embargo, con la mejor plantilla de los últimos años, el equipo dirigido por Natalio empató más partidos que en las dos temporadas siguientes juntas. Justo cuando las victorias empezaban a valer tres puntos. Al final en un dramático derbi ante la UD Carcaixent, el empate dejó a ambos equipos fuera de la liguilla de ascenso.
En 1996 comenzó la "Era Cerveró", donde ganar era la principal consigna y se lideró la clasificación de principio a fin. Sólo el fatídico partido de Santa Pola impidió el ascenso. En la campaña 1997/1998 se produjo el retorno a la categoría nacional y con un presupuesto bajo y una temporada menos brillante que la anterior, el equipo se clasificó para la liguilla que culminaría con el ascenso. Este ascenso supuso el nacimiento de la Penya Sapo Gol, auténtico buque insignia de la afición blaugrana.
El paso por la tercera sería fugaz ya que, con el mismo presupuesto que en Preferente (15 millones), se asciende a la categoría de bronce del fútbol nacional -la segunda B-. El trabajo de Cerveró y la compenetración a la que había llegado el bloque en estos tres años fue clave para realizar mejor campaña de lo que se podía esperar en un principio.
Sin embargo, los múltiples empates complicaron en demasía la clasificación para la liguilla en las últimas jornadas de la liga regular. De hecho, se volvió a disputar una última jornada dramática. Un Utiel -llamado a más altas cotas necesitaba ganar para eludir el descenso a preferente. Por su parte, el Alzira también requería de la victoria para entrar en la liguilla de ascenso. Ésta no se produjo hasta el minuto 43 de la segunda parte cuando Madrigal marcó el 0-1. La Penya Sapo Gol y el resto de afición azulgrana saltaban de alegría y se desató el nerviosismo, resultando agredidos los seguidores ribereños.
La promoción tuvo un desarrollo bastante más tranquilo. El Europa catalán era arrasado literalmente con un 4-0 y se obtenía el liderato en la primera jornada. El 0-3 en La Puebla (Islas Baleares) lo refrendaba una semana más tarde. El Poblense visitaba Alcira en la tercera jornada y conseguía empatar a dos en los últimos minutos de encuentro. Pero en la prolongación llegó el "acabóse". Peris peinaba un balón al segundo palo y conseguía el 3-2 que dejaba la victoria y el ascenso a tiro de piedra. Sergio González marcó a la contra el 4-2. Quince años habían pasado desde que se produjeron los últimos desplazamientos masivos de aficionados fuera de nuestra Comunidad. La Ciudad Condal recibía un autobús de las peñas Sapo Gol y Los Leones del Júcar mientras que dos centenares de aficionados viajaban en coche. El césped artificial no fue un obstáculo para que los Tigres del Júcar pasaran por encima de los catalanes (1-3). En el viaje de vuelta la alegría por la victoria sólo era contenida por el desarrollo del Poblense-Orihuela. La expedición hizo una última parada en el área de servicio de Sagunto y en ese momento Ràdio 9 comunicaba que los mallorquines acababan de marcar. Era el ascenso matemático a dos jornadas para el final. Pero sin tiempo para festejar este hito se narró el empate oriolano. Todo quedaba para las dos últimas jornadas aunque la ventaja era para los alcireños. Un empate bastaba y se consiguió. A cero pero era suficiente. La Font del Llaurador volvía a albergar un festejo azulgrana. El partido en Orihuela ya no tenía trascendencia. Se disputaba el 30 de junio y la relajación de los ribereños fue máxima. Tanto que se perdió por un escandaloso 6-1. Los aficionados alicantinos quemaron dos señeras como muestra de protesta pero con eso se quedaron. Sin duda, si Sergio González fue protagonista de la liga con 21 tantos, Ico lo fue de la promoción de ascenso con cinco tantos en seis partidos. Sólo en el partido que dio el ascenso, el carcagentino no pudo marcar.

### Retorno aSegunda B
La Unión Deportiva Alzira volvía a militar en 2ª B  6 años después y con un presupuesto de 40 millones de pesetas logró clasificarse en 15º lugar y mantener la categoría en un emocionante partido contra el Yeclano Deportivo. Aquel año la UD eliminó al Real Murcia en Copa del Rey y le sacó un empate a 1 al Málaga Club de Fútbol de la Primera división española aunque la derrota por 2-0 en la Rosaleda dio el pase a la siguiente ronda al equipo andaluz. Aquel año la UD contaba con jugadores de gran calidad como el portero Aliaga, el delantero uruguayo Pablo Fortes, el lateral izquierdo Victor Pereira que nos recordaba a todos al madridista Roberto Carlos, el defensa central Dani Mayo, etc. Cabe destacar la gran machada de la victoria en Castalia frente al Castellón al remontar un 1-0 en contra en los últimos minutos y lograr el 1-2 definitivo ante el delirio de la ruidosa Penya Sapo Gol desplazada a la capital castellonense.
La temporada siguiente (2000/2001) la UD Alzira no pudo mantener la categoría y descendió de nuevo a la Tercera división española.

### De Tercera a Preferente
Dos años fueron los que permaneció el club blaugrana en la Tercera división española, el primero logrando un 6º puesto que le impidió clasificarse para la liguilla de ascenso y el segundo, desastroso, que significó el regreso cuatro años después a la Regional Preferente.

### Presidencia de Pepe Bartolomé (2003-07)
En 2003 accedió a la presidencia Pepe Bartolomé con la intención de devolver al equipo a categorías superiores. El equipo se clasificó para la liguilla de ascenso en la primera temporada, en la cual la UD tuvo la mala suerte de que ascendieron todos los equipos de su grupo menos el propio conjunto blaugrana.
El segundo año en Regional Preferente fue para olvidar. La UD Alzira sólo pudo clasificarse 6.ª y no jugó liguilla de ascenso.
Al tercer año, en la temporada 2005/06, se consiguió el retorno a la Tercera División en una temporada brillante llena de goleadas y con una media de espectadores elevadísima. Ricardo Magraner se convirtió en el nuevo entrenador. La lástima fue que con 68 goles, 20 más que la SD Sueca, fueron estos los campeones de liga por un solo punto. Aunque los alziristas ganaron prácticamente a todos los equipos de la parte baja, no hizo lo mismo con los seis primeros clasificados. Sólo ganó al Canals y Juventud Barrio del Cristo y eso le costó el título.
En la promoción, la Penya Sapo Gol volvió a convertirse en la abanderada de la afición azulgrana y se encargó de fletar autobuses para los desplazamientos a Vinaroz y Crevillente. El partido de ida se disputó en el Luis Suñer de Alcira con el resultado de 1-0 ante el delirio de la parroquia alzirista. La vuelta, disputada en El Servol de Vinaroz, acabó con el resultado de 0-1 con un gol de Pedro en el tiempo añadido que hizo que la numerosa afición blaugrana desplazada a Vinaroz invadiera el terreno de juego para abrazarse con sus jugadores.
La segunda y definitiva eliminatoria fue contra el Crevillente Deportivo. La ida se disputó en el Municipal de Crevillente con otro impresionante desplazamiento de la marea blaugrana. Se adelantó la UD Alzira con un golazo de Solves, aunque minutos después empató el conjunto local con un autogol también de Solves. En la segunda parte el ambiente se caldeó muchísimo. El culmen lo puso la actuación antideportiva de un miembro del banquillo crevillentista que lanzó un balón al terreno de juego durante un contraataque en el que Manolo se quedaba solo frente al portero. El árbitro tuvo que cortar la jugada al haber dos balones dentro del campo y la jugada quedó invalidada. Los aficionados alcireños tuvieron que salir del estadio escoltados por las fuerzas de seguridad, que detuvieron a varios aficionados locales por intentos de agresión.
En el partido de vuelta se vivió uno de los ambientes más impresionantes de los últimos tiempos con más de 3.000 aficionados en las gradas. La Penya Sapo Gol se encargó de dar colorido a la grada pero esto no fue suficiente y la UD Alzira perdió 1-3. La derrota mantuvo a los aficionados alziristas en vilo ya que al no descender ningún equipo valenciano de 2a B a Tercera y subir el Eldense y Valencia B a la categoría de bronce, quedaban dos plazas vacantes en 3.ª. Desde Elda llegó la noticia de que la Federación Valenciana pretendía que no subiese nadie de Preferente para que el grupo VI de 3.ª quedase en 20 equipos. Varios centenares de aficionados permanecieron en el estadio hasta que por megafonía se anunció el ascenso. La fiesta se trasladó a las calles y fuentes de la ciudad. Al día siguiente la Federacón confirmó el ascenso del Alzira.
Pepe Bartolomé hacía realidad su sueño de devolver el equipo a 3.ª y confió su confección al técnico Ángel Puchades, pretendido dos temporadas antes, después de arrasar en Preferente con el Catarroja CF. A una semana para empezar la pretemporada, Puchades anunció que fichaba por el Benidorm de Segunda División B y se firmó a Jesús Moratal, entrenador que había dirigido en 3.ª al Oliva y el Pego. Las tres victorias en las tres primeras jornadas fueron vitales para la permanencia futura. Tras ellas se soñó con que podría ser el año del Alzira y del ascenso a 2.ª B en un año. Pero todo se torció y en Navidad Jesús Moratal dimitió. Ángel Sáiz, un joven técnico de 29 años, procedente del Villarreal C, se hizo cargo. Pese a la marcha del delantero Paco Valera al Sabadell, éste acabó siendo el máximo goleador. El equipo mejoró defensivamente pero seguía sin marcar. Dos agónicos goles de Alfaro y Jorge Martínez en Elche y Oliva dieron sendas victorias vitales para la permanencia.

### Presidencia de Pepe Bosch (2007-12)
Pepe Bosch relevó a Bartolomé en la presidencia y con él entraron un grupo de empresarios, Jorge Martínez "Aspar" y el exjugador del Alzira Ramón Lis. Se empezó con una remodelación del estadio pintando varias zonas, creando palcos con butacas y poniendo sillas en la Tribuna. La directiva confió en Frank Castelló, entrenador que había destacado reflotando al Novelda y Ontinyent en 2.ª B y 3.ª ya iniciada la temporada, que él había iniciado como secretario técnico. Se ficharon 14 jugadores y se pasó a entrenar a las 5 de la tarde, con lo que el club se empezaba a profesionalizar (pocos fueron los jugadores que también tuvieron un trabajo aparte). Al lógico inicio titubeante, coronado con una derrota por 1-4 contra el Villarreal C, siguieron 21 partidos seguidos sin perder. En total el equipo fue líder 30 de las 42 jornadas, incluidas las que descansó. Llegó a tener 15 puntos al segundo clasificado, el Valencia-Mestalla, si bien, desde marzo el equipo se relajó y el entrenador aprovechó para limpiar la plantilla de tarjetas y probar nuevos sistemas y posiciones de jugadores. Con tres jornadas por delante, el Alzira se proclamó campeón de liga en Játiva. En la promoción ganó 0-2 en Corujo (Vigo) con un golazo desde 30 metros de Amarilla y otro de Rifaterra y se jugó con el resultado en Alcira. El tanto de Edu López a los cuatro minutos encarrilaba la eliminatoria. El partido se empató a 2 y se volvió a repetir la entrada de 3.000 espectadores vivida dos años antes contra el Crevillente. En la segunda eliminatoria el rival fue el RSD Alcalá madrileño. Al ser campeón, volvió a jugar primero como visitante y empataron a 0 en el Virgen del Val alcalaíno. En la vuelta un Luis Suñer Picó casi lleno, con 5.000 almas, vio como los azulgrana no pasaban peligro, especialmente con la sustitución del rápido Tito por lesión. Superada la media hora de la segunda parte llegó el delirio. Un centro de Ramón fue rematado por Carlos Martín y ahí se acabó la eliminatoria. El equipo se desplazó por primera vez al Ayuntamiento y la Font del Llaurador en un autobús descapotable.
Para la nueva etapa en 2.ª B se confió en Robert Fernández, ex del Valencia CF y FC Barcelona, como entrenador. El objetivo inicial es la permanencia. Que el equipo sólo lograse 4 victorias en 24 jornadas a lo que se sumó un alto número de empates (11) propició su destitución tras perder contra un rival directo, precisamente el último equipo del que salió Robert Fernández, el Orihuela CF. El albaceteño Yoyo fue su sustituto. El partido contra el Sabadell lo dirigió el exjugador y entonces 2º entrenador, Soto. Yoyo llegó con seis promociones de ascenso a 2.ª B en el filial del Albacete, Hellín y Guadalajara, con el que en 2006-07 logró el ascenso a 2.ª B. Tras dejar el Almansa en la jornada 12 de la 2007-08, Gregorio Ocaña "Yoyo" se dedicó a ver fútbol de varios grupos de 2.ª B hasta que escogió a la UD Alzira en la segunda vuelta de la competición pero no pudo salvarlo de su descenso a la Tercera División. Al final de esta temporada, un grupo de jóvenes crean la peña Gent Blaugrana, una peña muy comprometida con los colores y sentimientos blaugranas.
Para la temporada 2009-2010 pese haber recibido una propuesta de renovación, no continúa el técnico Yoyo. Le releva Pepe Aroca, ex-preparador de Alcoyano, Denia, Novelda u Ontinyent. Como director deportivo firma contrato José Manuel Rielo, hasta ahora en el CD Denia.
En marzo de 2010, siendo líder del Grupo 6 de Tercera División, ante el rendimiento decreciente del equipo, la dirección deportiva pacta con Pepe Aroca la renuncia como entrenador y Fernando Maestre que dirigió en el pasado, entre otros, a Ontinyent CF o Olímpic de Xàtiva, fue nombrado nuevo entrenador de la UD Alzira. El juego y la preparación física fueron mejorando con el paso de los partidos, teniendo su punto culminante en los tres últimos partidos de la promoción de ascenso. En la primera ronda se eliminó a la SD Ejea, al empatar a 1 en el campo zaragozano y mantener el empate a 0 en Alcira. El Ayamonte CF cayó en la segunda ronda. Por primera vez, los onubenses no marcaron en su terreno de juego y los ribereños se impusieron por 1-0 en el estadio Luis Suñer Picó. Por último, el Jerez CF sucumbió por 3-0 en Alzira y sufrió su primera derrota de la temporada en el estadio Manuel Calzado Galván, por 2-3. Sólo un año después se retorna a la Segunda B.
Ante la difícil situación económica, la directiva azulgrana opta por conformar un equipo joven y un técnico que trabajó durante 10 años en la cantera del Villarreal CF, Jero López y una plantilla completamente renovada. Sólo continúan del año anterior Sito, Cristian, Pablo Vidal, Lluís y Tino. En el mercado de invierno retornó Escudero que había fichado en el Mestalla y fue cedido al Torrellano. Pese a que el equipo era de los que mejor juego practicaban en la categoría, los resultados positivos no llegaban y tras la derrota en Ontinyent (3-0) el 31 de octubre, Jero López es destituido y sustituido por Manuel Herrero Maestre. Todavía estuvieron seis jornadas sin ganar, sumando 17 con lo que igualaban su peor racha de la historia. La victoria contra el Sporting Mahonés el 19 de diciembre les hizo coger una pequeña racha de cuatro victorias en cinco partidos con la que salió del farolillo rojo aunque se mantuvo en la zona de descenso. La lesión del máximo goleador, David Fas, en Gandia, el cuadro alzirista engarzó once partidos sin ganar, si bien fueron dos empates, tres derrotas seguidas y seis empates. La desgracia se cebaba con los ribereños cuando Pulga falló un penalti en el último minuto contra el Mallorca B (1-1) y el CD Atlético Baleares empató a dos tras perder 2-0. Los empates contra Sant Andreu, Castelló, Ontinyent y Alcoyano fueron un acicate para el equipo, incluido el gol a última hora en Dénia que supuso el empate a uno. Los cuatro siguientes partidos se ganaron a Santboià (3-0), Lleida (0-2), Badalona (2-1) y Mahonés (0-2) con el que se salió de la zona de descenso directo por primera vez desde la jornada 1. En la última jornada de liga se jugó la permanencia con el Benidorm. Pese a gozar de 17 ocasiones, perdió 0-2 y de nuevo bajó a 3.ª.
Cuatro años después se volvió a contar con Frank Castelló, que contó con una plantilla corta y joven. Pese a ello, el equipo jugó la promoción de ascenso a 2.ª B al finalizar 4º. Estuvo en la zona noble el 95% de la competición y fue líder dos veces. El CD Sariñena lo eliminó en la primera ronda al ganar la ida 0-1 y empatar en la capital de los Monegros a 1.

### Presidencia de Javier Giménez (2012)
Los buenos resultados deportivos, tres promociones y dos ascensos a 2.ª B en cinco años, estuvieron acompañados de unos pésimos resultados económicos que llevaron al club a acumular casi 600.000 € de déficit, lo que supuso la dimisión de Pepe Bosch el 28 de junio de 2012. El 12 de julio fue elegido presidente Javier Giménez Sala, que encabezó la única candidatura. Para entrenar al equipo contrató al exjugador del Betis y Espanyol, Gabino Rodríguez. El 30 de julio presentó su dimisión ante las grandes necesidades económicas del club para cubrir las deudas.

### Presidencia de Javier Pérez (2012-2016)
El 3 de agosto se convocaron nuevas elecciones a las que se presentó Javier Pérez Parra y Rafa Ahulló, representante de la plataforma per la UD Alzira que se creó meses atrás para vigilar la gestión económica del anterior presidente Pepe Bosch. El primero logró la victoria por 45 votos a 12 y fichó como entrenador al técnico de Sollana, Dani Ponz, del que se valoró su gran trabajo con los juveniles del EMFU L'Alcúdia, Torre Levante y Levante UD, así como en su debú en 3.ª en el At. Saguntino, que mantuvo en posiciones de permanencia las dos temporadas que estuvo al frente. El equipo se tuvo que montar a sólo tres semanas para el inicio de la liga y con el presupuesto más bajo de los últimos años: 60.000 euros. Pese a que los fichajes empezaron a llegar el 7 de agosto, se consiguió fichar a varios exfutbolistas de 2.ª B que no habían encontrado equipo en la categoría de bronce o en el extranjero, por lo que se poseía una plantilla con un valor superior al que se pagó en realidad. El inicio fue tan irregular que se ocupó el último puesto en la 2.ª jornada. Se rehízo y llegó a ser líder en la 16. Volvió al liderato en las jornadas 38 y 40 pero la derrota en Utiel y descansar la última jornada le relegó al 3r puesto a solo dos puntos del campeón, el Elche Ilicitano. En la promoción se quedó a un gol del ascenso. En la primera ronda empató a 2 en Portugalete y ganó 2-1 en la vuelta en Alcira. El rival de la segunda ronda era la UD Badajoz al que ganó 1-0 en el Suñer Picó y perdió por el mismo marcador en el Nuevo Vivero. En la tanda de penaltis, Vicente Flor detuvo dos lanzamientos y Vicent Gisbert marcó el 3-4 definitivo. El CD Tropezón de Tanos, pedanía de Torrelavega, era el último escollo. La ida se volvió a jugar en Alzira. El tanto de David Verdú fue contrarrestado por el de Perujo, a quince minutos para la conclusión, que a la postre fue definitivo. En el estadio de Santa Ana no se pasó del empate a cero.
La excelente temporada hizo que la mayoría del equipo encontrase acomodo en 2.ª B o 3.ª que ofrecían mayores salarios.
La regularidad en los pagos fortaleció la marca "UD Alzira" y los futbolistas querían fichar por el equipo alcireño, tanto por su historia como su estadio, pese a que el coste final de la plantilla fue de 68.000 €. Por primera vez en los últimos años se mantuvieron hasta siete efectivos de la anterior temporada. Aun así, los numerosos cambios en la plantilla obligaban a conjuntar un nuevo equipo y en las once primeras jornadas sólo se ganaron tres partidos y se ocupaba la 13.ª posición. Además, el equipo volvió a jugar la Copa Federación y ganó su fase autonómica al imponerse en la final al Castelló (1-1 y 2-1). En dieciseisavos de final de la fase nacional fue eliminado por el Yeclano. La igualdad en la liga era tal que con tres victorias los azulgranas subieron a la 4.ª plaza. Tres derrotas consecutivas contra Acero, Torrevieja y La Nucia les relegaron a la 10.ª posición, de la que volverían a subir hasta el subcampeonato, gracias a realizar una gran segunda vuelta, en la que fueron el mejor equipo, incluso por delante del CD Eldense. Los pupilos de Dani Ponz, jugaron la 3.ª promoción consecutiva y la 10.ª en los últimos 18 años. El primer obstáculo fue un buen equipo, el CD Loja que practicó muy buen fútbol pero el empate a 1 logrado en la ciudad granadina fue suficiente para clasificarse pese al empate a 0 en la vuelta. El Yeclano volvió a ser rival de la UD, esta vez en la promoción. Como en la promoción de 2010, cuando Romero marcó dos goles en el último cuarto de hora ante el Jerez, Gabri logró el 2-0 y 3-0 que dejó encarrilada la eliminatoria. La historia debe servir para aprender de ella para no repetirla. No había relajación para afrontar la vuelta en Yecla y menos cuando los murcianos -como el Jerez- marcaron dos goles en los primeros 17 minutos. El gol de Adolfo en el minuto 87 permitieron relajarse a los ribereños. En la ronda definitiva la mala suerte volvió a cebarse con la UD. En la ida en Lepe, el Alzira marcó a los 7 minutos con un gol olímpico de Rafa Gimeno pero el CD San Roque fue mejor. Empató pero no marcó ninguna de las otras buenas ocasiones que tuvo. En la vuelta, la ilusión por la UD volvió a los aficionados que se reunieron en el coliseo azulgrana con el sueño de que se podía volver a 2.ª B, máxime porque el presidente Javier Pérez declaró que disponía de compromisos de empresas que permitirían afrontar la temporada en la tercera categoría nacional. Gabri siguió erigiéndose en el héroe azulgrana y marcó el 1-0. Un controvertido penalti a quince minutos para el final dio el empate al San Roque. En la prórroga, el mejor jugador de la eliminatoria, el argelino Mustafá marcó el 1-2 que eliminaba a la UD en el minuto 121.
La pretemporada de 2014 estuvo marcada por la posible entrada en el club del escocés John Clarkson que al final se truncó. Una sentencia judicial que obligaba al club a pagar 49.000 € a once futbolistas de la temporada 2011-12 forzó a bajar el presupuesto para plantilla de 68.000 a 45.000 euros. El técnico Dani Ponz renunció a entrenar al equipo para que con parte de su salario se pudiese hacer mejor plantilla. Se contó con el canalense Juanjo Cháfer, que fue segundo entrenador azulgrana en la 2011-12 con Frank Castelló. Las bajas fichas que se podían ofrecer a los jugadores hizo que llegasen muchos futbolistas de apenas 20 años que veían en el Alzira un trampolín para sus incipientes carreras futbolísticas. Tras un buen arranque de temporada, los buenos resultados fueron decayendo hasta que una derrota por 1-3 contra el Castelló precipitó la destitución de Cháfer. Por primera vez en toda su historia, la UD contrató a un entrenador alcireño para dirigir el primer equipo: Juanan Canet Rodríguez. 
Los resultados tampoco le acompañaron y diez partidos después también fue destituido. Sin nada que ganar y mucho que perder, Dani Ponz aceptó retornar al club para tratar de asegurar la permanencia. En el nivel de presupuestos que se manejaban por entonces los principales equipos de Preferente y la imposibilidad del Alzira de alcanzar esos ingresos se temía que un descenso hiciera muy complicado el retorno a 3ª como le pasaba a equipos como el CD Dénia. Al fin se consiguió y Dani Ponz continuó al frente de la nave azulgrana.
En el último año de la presidencia de Pérez (aunque en ese momento no se planteaba la renuncia a presentarse a la reelección), la directiva decidió dedicar 70.000 € a plantilla y una mínima cantidad a reducir deuda con vistas a configurar un equipo más competitivo. Sin embargo, la salida de la crisis económica del país permitió a otros clubs inyectar mucho más dinero por lo que el Alzira volvía a competir en inferioridad teórica de condiciones. El primer tercio de competición fue positivo. Hasta la jornada 16 estuvo en zona de promoción de ascenso. Durante las siguientes 16 jornadas osciló entre los puestos 8 y 10 y con un arreón final alcanzó la sexta plaza, superando a equipos con mucho más presupuesto como Orihuela o Torrevieja. Solo a tres jornadas para el final, los azulgranas perdieron las posibilidades matemáticas de jugar la soñada promoción de ascenso. En el primer tramo de temporada se disputó la Copa Federación, en su fase regional, en la que el Alzira fue subcampeón. En la ida perdió 0-1 contra el Elche Ilicitano y en la vuelta logró igualar la eliminatoria en el minuto 77 pero recibió el empate a 1 en el 93. La cantera vivió una temporada histórica. El Juvenil A se mantuvo en Liga Nacional, el Cadete e Infantil A fueron campeones de liga y subieron a Autonómica; el Juvenil, Cadete e Infantil B ascendieron a la nueva categoría de Preferente y el Cadete e Infantil C subieron a 1ª regional. El Alevín A y B y Benjamín A fueron campeones de liga y el recién creado equipo femenino fue 3º y ascendió a 1ª regional meses después al aceptar ocupar una plaza libre.

### Presidencia de Juan Antonio Sanjuán (2016-...)
Un aficionado de toda la vida del Alzira vio cumplido su sueño. De ser peñista del Front Blaugrana en los años 80 y tras once años como directivo, secretario y vicepresidente, Juan Antonio Sanjuán Pellicer se convirtió en presidente de su club el 14 de junio de 2016. La primera decisión importante fue renovar al entrenador Dani Ponz por dos años. Con un equipo muy joven, acabó subcampeón de liga por delante de clubes como el CD Castellón o Ontinyent CF y juega la promoción de ascenso, que pierde contra la Penya Deportiva de Santa Eulària. El 2 de julio, Dani Ponz comunica que deja el club para fichar por el CD Eldense. Se ficha a Fernando Gómez Colomer. Pese a su mínima experiencia en los banquillos, el "Catedrático" aporta a un aún más joven plantilla mayor gusto por el juego de toque. Tras superar el principio de liga con un difícil calendario llega a situarse en zona de play-off gracias a los goles de Cristian Herrera, que en enero fue fichado por el Castelló.
Entremedias de la eliminatoria de ascenso se produjo la elección de Juan Antonio Sanjuán como nuevo presidente. El alcireño cumplía el sueño de cualquier aficionado. De vivir el ascenso a 2ª como miembro del Front Blaugrana entró en la Junta Directiva en 2005 ocupando distintos cargos. Empezó renovando a jugadores importantes como Mauro y Abel y llegaron los fichajes de Axo, Gomis, Prieto y Vicent Dolz y posteriormente de un veterano de la categoría como Boix. A un arranque con tres empates siguió la primera victoria en Ibi y la primera derrota en Novelda tras la jornada de descanso. No llegaría otra hasta nueve jornadas después. Con cuatro victorias seguidas se alcanzó por primera vez la zona de promoción, en concreto, la 4ª plaza. El obligado paso por Venecia trajo dos derrotas a las que siguieron tres victorias seguidas y hasta ocho jornadas sin perder. El triunfo contra el Rayo Ibense les aupó a la segunda plaza pero la jornada de descanso, el empate contra el Novelda y la derrota en Ontinyent volvieron a sacar al equipo de la zona noble. En las siguientes siete jornadas se ganaron seis partidos y el equipo se asentó definitivamente en la zona de promoción. Especial fue el triunfo en Orriols contra el Torre Levante remontando y ganando 2-3. Tanta alegría se truncó con dos derrotas seguidas (Ilicitano y Almazora). Aun así, los azulgranas tenían tres puntos más que el Novelda y Castelló (5º y 6º) que también habían pinchado. Serían las últimas derrotas. Con cuatro triunfos y un empate, el conjunto de Dani Ponz logró un magnífico subcampeonato de Liga, a siete puntos del Olímpic y por delante del Ontinyent y el Castelló. En el play-off de ascenso tocó en primera ronda la Peña Deportiva Santa Eulalia, cuarto clasificado del grupo balear. Pese a adelantarse en la localidad ibicenca, los locales remontaron en los últimos diez minutos. En la vuelta, los pitiusos aguantaron el 0-0 que pudo desnivelarse con un libre directo que Luis García estrelló en el larguero.
La postemporada fue convulsa ya que Dani Ponz no comunicó su no continuidad en el club hasta el 2 de julio. La directiva decidió confiar la dirección del primer equipo al "Catedrático" Fernando Gómez Colomer. Los principales referentes de la plantilla dejaron el club por proyectos con mejores condiciones económicas y se construyó una plantilla que apenas llegaba a los 20 años de media. El arranque de liga fue positivo con una sola derrota en ocho jornadas a las que siguieron cinco más sin saborearla más la jornada de descanso con las que se bajó a la undécima posición. Las cuatro victorias en las últimas jornadas de la primera vuelta (Almazora, Crevillente, Roda y Eldense -que supuso la destitución de Dani Ponz-) dieron un colchón de puntos (gracias a los goles de Cristian Herrera) para estar durante toda la segunda vuelta en la zona media (puestos 10 y 9, en el que se finalizó) pese a que solo se ganaron cuatro encuentros más en ésta. La pérdida de gol por el traspaso del delantero al Castelló no fue suplida y el equipo lo sufrió.
Fernando continuó al frente del equipo pero su apuesta por el juego de toque generó errores colectivos. Solo ganó al Acero y Jove Espanyol pero los dos empates (Roda y Paterna) y las cuatro derrotas (Crevillente, Atzeneta, Saguntino y sobre todo el 4-0 en Vilamarxant) precipitaron la destitución del exvalencianista. Fue sustituido por Pau Quesada, que dirigió simultáneamente al Juvenil A en el debut en División de Honor donde obtuvo la mejor clasificación como debutante, un sexto puesto). El técnico de Cullera había destacado en la cantera alzirista con la mayor puntuación y el título de liga del Infantil A en Primera Regional, la mejor clasificación del Cadete A en Autonómica con un sexto puesto. Salvó al Juvenil A de perder la Liga Nacional y con una quinta plaza ascendió a División de Honor. La trayectoria de Quesada al frente del primer equipo empezó positivamente con una victoria contra el colista Paiporta. Aunque se cayó estrepitosamente en Játiva (4-0) se ganó al Torre Levante 1-2, Villarreal C 1-0, Rayo Ibense 2-1 y Silla 0-1. A la vuelta de las vacaciones navideñas el a la postre campeón, Orihuela venció 0-1 y el otro equipo que ascendería, La Nucia, empató a cero. Las victorias contra Novelda 1-2, Acero 1-0 y Jove Espanyol 1-2 daban una ligera esperanza de poder alcanzar la zona de play-off, que se ponía a siete puntos. Con quince jornadas por delante, fue el último momento ilusionante. La remontada del Paterna dos jornadas después fue el principio del fin. De 15 partidos solo se ganó al colista descendido Paiporta. Tras esta victoria en la jornada 30, se afrontaba el partido en el Suñer contra el Olímpic Los setabenses estaban a nueve puntos y de ganarlos se reduciría la desventaja a seis. Aun así había otro equipo que acabó muy bien el campeonato, el Crevillente, que se quedó a un gol de la eliminatoria. Los socarrats ganaron 0-1 y empezó el declive final perdiendo seis de los últimos siete partidos, siendo el portero juvenil Torrado el salvador con sus paradas en Ibi de haber hecho pleno de derrotas.
Con plenos poderes deportivos en el club, Pau Quesada -que también era director del fútbol base- fue el encargado de confeccionar la plantilla. Para ello empezó bien pronto las negociaciones. En junio se anunciaron los fichajes de expertos de la categoría como nemesio, Benja, Siscar, Peleteiro, Boix y Luis García junto a jóvenes como Guzmán o Dani Martínez y juveniles que ascendían del División de Honor. Tan adelantada iba la plantilla que en julio no hubo ningún fichaje hasta que a principio de agosto llegó otro bastión para la defensa, el central Pepín, con amplia experiencia en 2ª B. Para el gol se confiaba en que Benja recuperara los 12 y 7 goles que marcó en Novelda y Orihuela así como la media de 5 tantos que habían logrado los medios ofensivos (Siscar, Nemesio, Luis García, Guzmán y Mauro). El arranque de la liga fue bueno con cinco victorias y tres empates. El Crevillente volvió a ser el verdugo de los azulgranas en Venecia derrota a la que siguieron tres empates y otra derrota en Aldaia contra el Recambios Colón. El mal estado del césped obligó a estar exiliado en Venecia hasta cinco partidos. Aun así, no se perdió la zona de play-off. Hasta la primera jornada de la segunda vuelta se alternaban victorias con derrotas que llevaron a perder la ventaja conseguida y salir de la zona de promoción de ascenso. Parecía que el fútbol ponía al equipo donde indicaba la teoría a principio de temporada. Con Alcoyano, Intercity, Villarreal C y Atzeneta por delante y Roda, Recambios Colón y At. Saguntino apretando por detrás. Sin embargo, el cuadro alzirista se convirtió en el mejor de la segunda vuelta. Se empató en el campo del Roda, se ganó claramente 3-0 al Vilamarxant y de nuevo se volvió a tropezar en Paterna con un empate. Eso sí, el equipo paternero no perdía desde hacía cuatro meses en el Gerardo Salvador. Pero dicen que un paso atrás sirve para dar dos adelante y empezó una racha de seis victorias consecutivas contra Novelda, Acero, Hércules B, Villarreal C, Olímpic y Crevillente. De estar 5º a siete puntos del 2º, el Intercity, los alziristas acabaron intercambiando la posición con los de Sant Joan d'Alacant situándose segundos con 54 puntos, seis más que los alicantinos y también 4 y 6 puntos sobre el Atzeneta y Villarreal C. El Covid 19 impidió que se jugase la liga a falta de diez jornadas en las que faltaba recibir al Jove Espanyol, Silla, Recambios Colón, Intercity, Alcoyano y Atzeneta y visitar al Eldense, Ilicitano, Benigànim y At. Saguntino. El 19 de julio de 2020 jugó la semifinal de la eliminatoria de ascenso a Segunda División B en Alcoy contra el Atzeneta UE pero fue eliminado al perder 1-3.
En la siguiente temporada, marcada por la restructuración de las categorías nacionales en la próxima campaña, lograría ganar la liga consiguiendo el ascenso a Segunda División RFEF, la nueva cuarta categoría del fútbol español.

## Estadio
A finales de 1972, el industrial y benefactor alcireño Luis Suñer Sanchis encargó a la constructora Palau y Castillo la construcción de este estadio que debía ser "el mejor de Valencia tras Mestalla y el Nou Estadi del Levante". Trabajando día y noche, el Coliseo Blaugrana fue inaugurado el 1 de noviembre de 1973 en el partido de Copa del Generalísimo que enfrentaba al Alzira y el Villarreal, cuyo resultado fue de empate a 1.
El industrial quiso que llevase el nombre de su hijo, Luis Suñer Picó, fallecido el 15 de enero de 1964 a los 21 años. Suñer Picó presidía entonces el club en 3.ª división (actual 2.ª B). Al final de esa campaña, el Alzira disputó la promoción de ascenso a 2.ª división ante el Extremadura de Almendralejo.
Se han disputado partidos internacionales del Alzira contra el Ajax de Ámsterdam (6 de enero de 1984, victoria alcireña por 3-0), Slovan de Bratislava, Hertha de Berlín o Spartak de Moscú. También han jugado las selecciones españolas sub-18 en 1988 (ganó 1-0 a Italia), sub-21 en 2006 (ganó a Eslovaquia 4-2) y sub-19 en 2007 (empató a 0 contra Liechtenstein) y 2009 (perdió 0-1 contra Portugal). El Valencia disputó consecutivamente el 5º y 6º Memorial Luis Suñer Sanchis donde ganó 2-4 a la UD Alzira y empató a 1 contra el Al-Ain, al que venció en los penaltis. El primer equipo del Villarreal CF jugó el 14 de agosto de 2010 en la presentación del equipo, con presencia de los campeones del Mundo y Europa Carlos Marchena y Joan Capdevila así como los Eurocampeones, Santi Cazorla y Marcos Senna o el último internacional español, Bruno Soriano.
En julio de 2011, la pretemporada se tuvo que adelantar precipitadamente ya que el Athletic Club de Bilbao, que estaba entrenando en Oliva, podía jugar un amistoso en Alzira, lo que podría reportar unos buenos ingresos. Su entrenador, el "Loco" Bielsa, quería jugar el 14 de julio cuando los azulgranas suelen empezar a entrenar a partir del 21. Al final se jugó el 20, con 3.000 leones en las gradas. Pudieron ser más pero la lluvia impidió jugar el domingo 17. Los azulgranas aguantaron la portería a 0 hasta el minuto 44 cuando Gurpegi marcó el 0-1. Dos zarpazos de Llorente dieron el 0-3 definitivo.
Tres años después, en 2014, jugó por primera vez en el Luis Suñer Picó una selección absoluta. Fueron tres porque Indonesia se enfrentó a Andorra, a la que ganó 1-0 y a Cuba (perdió 0-1). Por último, los asiáticos jugaron contra un combinado del Villarreal B y C al que ganaron 1-0.
El 26 de agosto de 2014, la UD Alzira jugó el primer partido de su historia contra una selección absoluta, Baréin, que estaba haciendo un stage en la Comunitat Valenciana.
Caben alrededor de 6.000 espectadores (2.000 sentados en tribuna y 4.000 de pie en general).

## Datos del club
- Temporadas en 2.ª División: 1 (1988/89).
- Temporadas en la tercera categoría nacional: 26 (1 vez Campeón: 1987-88)

17 en la antigua 3.ª y 9 en 2.ª B.
- Temporadas en la cuarta categoría nacional: 37 (7 veces Campeón: 1951-52, 68-69, 72-73, 76-77, 83-84, 85-86 y 2007-08 y 9 Subcampeón: 1949-50, 50-51, 66-67, 71-72, 84-85, 2009-10, 13-14, 19-20 y 20-21): 3 en la actual 2ª Fed, 25 en la 3.ª , 6 en Preferente (1970/73 y 1974/77) y 5 en 1.ª regional -no existía 2.ª ni Preferente- (1949/52, 1966/67 y 1968/69).
- Temporadas en la 1ª categoría valenciana: 10 (3 veces Campeón: 1948-49, 82-83 y 96-97)

8 en la actual Regional Preferente - Campeón 82-83 y 96-97 y 2 en la 2.ª regional -equivalente a la Preferente- (1947-49. Campeón 1948-49)
- Mejor puesto en la liga: 1º en 2ª B 1987/88.

## Partidos internacionales
Los alziristas han jugado diversos encuentros internacionales a lo largo de su historia. Cuando se denominaba Alcira Football Club ya se enfrentó al Nüremberg en 1923. Después, como UD Alzira, en 1960 se enfrentaron al Clube Oriental de Lisboa. El 6 de enero de 1984 al Ajax de Koeman y Rijkaard al que se ganó por 3-0. Un año después se recibió al Slovan de Bratislava (Eslovaquia) con el que empató a 1 y perdió el 5º trofeo Luis Suñer Picó en los penaltis. En 1989 el rival fue el Hertha de Berlín en el 1r trofeo Ciutat d'Alzira. En diciembre de 2007, los azulgranas empataron a 0 contra el Spartak de Moscú en el tercer trofeo Sala Rex, que se quedó en Alzira gracias a los penaltis. Al mes siguiente, el combinado de Frank Castelló se desplazó a Oliva para enfrentarse a los rumanos del Urinea Urziceni, que preparaba su participación en la Europa League en Oliva. El conjunto de Dan Petrescu ganó 2-1. El 26 de agosto de 2014 disputó su primer partido contra una selección absoluta, la de Baréin, contra la que perdió 1-3. El 26 de agosto de 2014, la UD Alzira jugó el primer partido de su historia contra una selección absoluta, Baréin, que estaba haciendo un stage en la Comunitat Valenciana.

## Temporadas

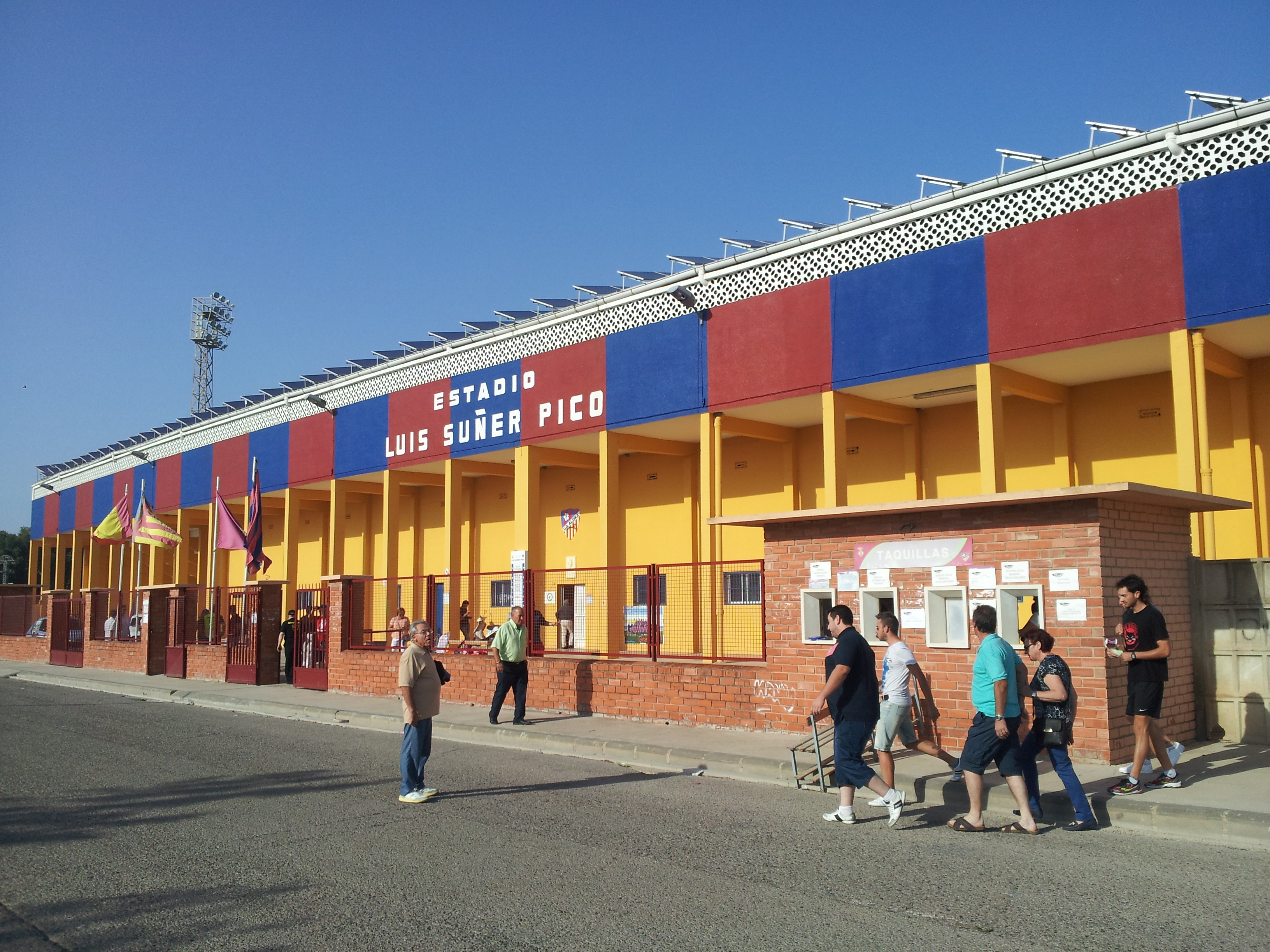
Estadio Luis Suñer Picó

| Temporada | Nivel | División   | Posición | Copa del Rey |
| --------- | ----- | ---------- | -------- | ------------ |
| 1946/47   | 6     | 3ª Reg.    | 1°       |              |
| 1947/48   | 5     | 2ª Reg.    | 3°       |              |
| 1948/49   | 5     | 2ª Reg.    | 1°       |              |
| 1949/50   | 4     | 1ª Reg.    | 2°       |              |
| 1950/51   | 4     | 1ª Reg.    | 2°       |              |
| 1951/52   | 4     | 1ª Reg.    | 1°       |              |
| 1952/53   | 3     | 3.ª        | 10°      |              |
| 1953/54   | 3     | 3.ª        | 9°       |              |
| 1954/55   | 3     | 3.ª        | 6°       |              |
| 1955/56   | 3     | 3.ª        | 7°       |              |
| 1956/57   | 3     | 3.ª        | 6°       |              |
| 1957/58   | 3     | 3.ª        | 9°       |              |
| 1958/59   | 3     | 3.ª        | 11°      |              |
| 1959/60   | 3     | 3.ª        | 5°       |              |
| 1960/61   | 3     | 3.ª        | 7°       |              |
| 1961/62   | 3     | 3.ª        | 13°      |              |
| 1962/63   | 3     | 3.ª        | 11°      |              |
| 1963/64   | 3     | 3.ª        | 2°       |              |
| 1964/65   | 3     | 3.ª        | 15°      |              |
| 1965/66   | 3     | 3.ª        | 18°      |              |
| 1966/67   | 4     | 1ª Reg.    | 2°       |              |
| 1967/68   | 3     | 3.ª        | 13°      |              |
| 1968/69   | 4     | 1ª Reg.    | 1°       |              |
| 1969/70   | 3     | 3.ª        | 10°      | 1ª ronda     |
| 1970/71   | 4     | Reg. Pref. | 3°       |              |
| 1971/72   | 4     | Reg. Pref. | 2°       |              |
| 1972/73   | 4     | Reg. Pref. | 1°       |              |
| 1973/74   | 3     | 3.ª        | 13°      | 2ª ronda     |
| 1974/75   | 4     | Reg. Pref. | 7°       |              |
| 1975/76   | 4     | Reg. Pref. | 4°       |              |
| 1976/77   | 4     | Reg. Pref. | 1°       |              |
| 1977/78   | 4     | 3.ª        | 11°      | 1ª ronda     |
| 1978/79   | 4     | 3.ª        | 6°       | 1ª ronda     |
| 1979/80   | 4     | 3.ª        | 19°      | 3ª ronda     |
| 1980/81   | 4     | 3.ª        | 7°       |              |
| 1981/82   | 4     | 3.ª        | 17°      |              |
| 1982/83   | 5     | Reg. Pref. | 1°       |              |
| 1983/84   | 4     | 3.ª        | 1°       |              |
| 1984/85   | 4     | 3.ª        | 2°       | 2ª ronda     |

| Temporada | Nivel | División   | Posición | Copa del Rey |
| --------- | ----- | ---------- | -------- | ------------ |
| 1985/86   | 4     | 3.ª        | 1°       | 2ª ronda     |
| 1986/87   | 3     | 2ªB        | 10°      | 1ª ronda     |
| 1987/88   | 3     | 2ªB        | 1°       | 1ª ronda     |
| 1988/89   | 2     | 2.ª        | 18°      | 1ª ronda     |
| 1989/90   | 3     | 2ªB        | 7°       | 1ª ronda     |
| 1990/91   | 3     | 2ªB        | 8°       | 2ª ronda     |
| 1991/92   | 3     | 2ªB        | 20°      | 2ª ronda     |
| 1992/93   | 4     | 3.ª        | 14°      | 1ª ronda     |
| 1993/94   | 4     | 3.ª        | 19°      |              |
| 1994/95   | 5     | Reg. Pref. | 9°       |              |
| 1995/96   | 5     | Reg. Pref. | 4°       |              |
| 1996/97   | 5     | Reg. Pref. | 1°       |              |
| 1997/98   | 5     | Reg. Pref. | 2°       |              |
| 1998/99   | 4     | 3.ª        | 4°       |              |
| 1999/00   | 3     | 2ªB        | 14°      | Ronda previa |
| 2000/01   | 3     | 2ªB        | 18°      |              |
| 2001/02   | 4     | 3.ª        | 6°       |              |
| 2002/03   | 4     | 3.ª        | 19°      |              |
| 2003/04   | 5     | Reg. Pref. | 3°       |              |
| 2004/05   | 5     | Reg. Pref. | 6°       |              |
| 2005/06   | 5     | Reg. Pref. | 2°       |              |
| 2006/07   | 4     | 3.ª        | 15°      |              |
| 2007/08   | 4     | 3.ª        | 1°       |              |
| 2008/09   | 3     | 2ªB        | 17°      | 2ª ronda     |
| 2009/10   | 4     | 3.ª        | 2°       |              |
| 2010/11   | 3     | 2ªB        | 17°      |              |
| 2011/12   | 4     | 3.ª        | 4°       |              |
| 2012/13   | 4     | 3.ª        | 3°       |              |
| 2013/14   | 4     | 3.ª        | 2°       |              |
| 2014/15   | 4     | 3.ª        | 14°      |              |
| 2015/16   | 4     | 3.ª        | 6°       |              |
| 2016/17   | 4     | 3.ª        | 2°       |              |
| 2017/18   | 4     | 3.ª        | 9°       |              |
| 2018/19   | 4     | 3.ª        | 14°      |              |
| 2019/20   | 4     | 3.ª        | 2°       |              |
| 2020/21   | 4     | 3.ª        | 2°       |              |
| 2021/22   | 4     | 2ª RFEF    | 7º       | 1ª ronda     |
| 2022/23   | 4     | 2ª RFEF    | 12º      | 1ª ronda     |

- 1 temporada en Segunda División
- 9 temporadas en Segunda División B
- 42 temporadas en Tercera División
- 22 temporadas en Categorías Regionales

## Trofeos Amistosos
- Trofeo Feria de San Julián (Cuenca): (1): 1991

## Jugadores
| Máximos goleadores | Máximos goleadores | Máximos goleadores | Más partidos disputados | Más partidos disputados | Más partidos disputados | Más temporadas disputadas | Más temporadas disputadas                                               | Más temporadas disputadas |
| ------------------ | ------------------ | ------------------ | ----------------------- | ----------------------- | ----------------------- | ------------------------- | ----------------------------------------------------------------------- | ------------------------- |
| 1.                 | Valero             | 60 goles           | 1.                      | Meji                    | 358 partidos            | 1.                        | Meji / Villalba                                                         | 11 temporadas             |
| 2.                 | Layunta            | 53 goles           | 2.                      | Verdés                  | 303 partidos            | 2.                        | Castillo                                                                | 10 temporadas             |
| 3.                 | Edu López          | 53 goles           | 3.                      | Aliaga                  | 243 partidos            | 3.                        | Verdés / Ibáñez                                                         | 9 temporadas              |
| 4.                 | Queremón           | 49 goles           | 4.                      | Juanjo                  | 232 partidos            | 4.                        | Juanjo / Solves / Óscar Mínguez / Férez / Javi / Gisbert                | 8 temporadas              |
| 5.                 | Romero             | 38 goles           | 5.                      | Solves                  | 230 partidos            | 5.                        | Aliaga / Edu López / Layunta / Juanín / Egea / Juste / Fajardo / Merino | 7 temporadas              |

## Entrenadores

### Cuerpo técnico 2025-26
- Entrenador:  Sergio Paredes
- 2 ºEntrenador: Victor Lapiedra
- Analista:  Carlos Sapiña
- Preparador físico:
- Fisioterapeuta:
- Entrenador de porteros:
- Delegado:  Toni Hernández
- Utillero: